# Álex Pérez Navarro
Álejandro Pérez Navarro (Madrid, España, 11 de agosto de 1991), conocido como Álex Pérez, es un futbolista español que juega como defensa. Actualmente se encuentra sin equipo.

## Trayectoria
Pasó por diversos equipos de fútbol base madrileños antes de incorporarse a las categorías inferiores del Getafe C. F. en 2006. Entre 2010 y 2012 militó en Segunda División B con el Getafe C. F. "B". Asimismo, durante ese período llegó a disputar cuatro partidos con el primer equipo. Su debut produjo en la Copa del Rey 2010-11 en la ida de los dieciseisavos de final contra el Club Portugalete. En la Liga Europa 2010-11 participó en el último encuentro de la fase de grupos frente al B. S. C. Young Boys. En la campaña 2011-12 disputó las dos últimas jornadas de la Liga contra el Athletic Club y el Real Zaragoza.
El 17 de julio de 2012 se anunció su cesión por una temporada a la S. D. Huesca, donde jugó doce partidos en Segunda División. En agosto de 2013 fue nuevamente prestado al PFC Levski Sofia búlgaro, aunque concluyó la campaña 2013-14 en el R. C. Recreativo de Huelva. En la temporada 2014-15 regresó al Getafe, pero no fue inscrito en la competición debido a que no entraba en los planes del técnico Cosmin Contra y se entrenó con el filial. Tras desvincularse del club azulón, fichó por el Carolina RailHawks F. C. de la NASL en septiembre de 2015.
En junio de 2016 llegó a un acuerdo de rescisión de contrato con el Carolina RailHawks y, posteriormente, pasó por un período de prueba en el Real Valladolid C. F.; el 12 de agosto se confirmó su incorporación al equipo para la temporada 2015-16, en la que jugó treinta y cinco partidos de Segunda División y cuatro de la Copa del Rey. El 17 de agosto de 2017 se anunció su traspaso al Real Sporting de Gijón. En agosto de 2019 se marchó al Arminia Bielefeld. Después de un año en el fútbol alemán, regresó a España tras firmar para las siguientes dos temporadas con la U. D. Logroñés. Cumplió una de ellas, ya que el 21 de agosto de 2021 firmó por el C. D. Lugo de la Segunda División.

## Clubes
| Club                       | País           | Año       |
| -------------------------- | -------------- | --------- |
| Getafe C. F. "B"           | España         | 2010-2012 |
| S. D. Huesca               | España         | 2012-2013 |
| PFC Levski Sofia           | Bulgaria       | 2013-2014 |
| R. C. Recreativo de Huelva | España         | 2014      |
| Carolina RailHawks F. C.   | Estados Unidos | 2015-2016 |
| Real Valladolid C. F.      | España         | 2016-2017 |
| Real Sporting de Gijón     | España         | 2017-2019 |
| Arminia Bielefeld          | Alemania       | 2019-2020 |
| U. D. Logroñés             | España         | 2020-2021 |
| C. D. Lugo                 | España         | 2021-2023 |